# 코데이터
코데이터(영어: Kodata)는 대한민국 정부의 기업 경쟁력 강화 종합대책에 의거(2004년 7월 7일) 신뢰도 높은 신용평가정보를 제공함으로써 기업에 대해 신용대출 활성화와 건전한 신용 상거래 촉진을 위해 국책기관 및 민간 금융기관이 출자하여 2005년 2월 설립된 기업신용조사ㆍ평가 전문기관이며, 금융산업 빅데이터 플랫폼 전문사이다. 2013년 이전까지는 공공기관의 성격이었으나, 정부지분을 줄이고 시중은행 지분을 늘리는 방식으로 민영화되었다. 국내 최대의 1,100만여개 기업정보를 보유하고 있으며, 대기업은 물론 특히 중소기업정보에 특장점이 있다. 신용평가 회사로서는 유일하게 전국의 지사조직을 활용한 실사정보 또한 강점이다.
세계적인 신용정보기관 연합체인 크레딧얼라이언스(CA)에 정회원으로 가입하고, 세계유수의 신용평가기관인 S&P 및 중국의 SINOSURE와 업무제휴를 하는 등 국제적인 협력체계 구축에도 앞장서고 있다.
주요 신용조회 서비스로는 기업정보조회사이트인 크레탑플, 크레탑-EW, 일반개인이 사용할 수 있는 K-Report 등이 있으며, 신용조사를 통한 신용평가보고서 사업, 금융권 리스크관련 컨설팅 사업 등도 진행하고 있다.
2010년대 지분 정리를 통하여 신용보증기금(15.00%), 기술보증기금(8.96%), 중소기업은행(8.96%), 한국산업은행(8.96%), 국민은행(8.96%), 신한은행(8.96%), 우리은행(8.96%), 농협은행(8.96%), 하나은행(8.96%), 기타(수협은행, 전북은행, 대구은행, 부산은행, 중소기업진흥공단, 전국은행연합회) 등 시중은행의 높아졌다. 
서울특별시 영등포구 의사당대로 21, 여의도 자가사옥에 위치하고 있다.

## 연혁
2004.07 중소기업 경쟁력 강화 종합대책의 일환으로 기업신용평가기관 설립 추진

2005.01 5개 국책금융기관을 포함, 11개 자본참여기관 출자(자본금 717억원)

2005.02 법인설립 등기

2005.03 금융감독위원회로부터 신용정보업 허가취득

2005.03 전국 8개지사 설치 및 운영

2005.06 조달청 등 공공기관 입찰용 기업신용평가기관으로 지정

2005.12 농협 추가출자(15억원, 증자후 자본금 732억원) 

2007.04 대구․부산․전북은행 추가출자(각 10억원, 증자후 자본금 762억원) 

2007.09 수협의 추가출자(15억원, 증자후 자본금 777억원) 

2008.07 기업정보협의회 출범(금융기관간 DB풀링 협의체)

2012.02 금융위, KED에 대한 중소기업 전담 신용정보회사 육성 방침 발표

2012.09 민간 은행주주 지분확대를 통한 지분조정(민영화)

2014.06 민간 최초 기술신용평가기관(TCB)으로 지정

2022.02 코데이터로 사명변경